# Coccodentalium
Coccodentalium là một chi động vật thân mềm thuộc họ Dentaliidae.
Các loài của chi này được tìm thấy ở Châu Âu, Châu Mỹ và Đông Nam Á.
Các chi:
- Coccodentalium cancellatum (Sowerby II, 1860)
- Coccodentalium carduus (Dall, 1889)
- Coccodentalium gemmiparum (Melvill, 1909)
- Coccodentalium radula (Gmelin, 1791)